# Харитон (Дунаев)
Схиигу́мен Харито́н (фин. Igumeni Hariton, в миру — Хрисанф Николаевич Дунаев; 15 марта 1872, деревня Горчакова, Солигаличский уезд, Костромская губерния, Российская империя — 27 октября 1947, Ново-Валаамский монастырь, Хейнявеси, Финляндия) — священнослужитель Финляндской архиепископии Константинопольского патриархата, игумен; настоятель единственного в Финляндии православного мужского Ново-Валаамского монастыря (1940—1947).

## Биография

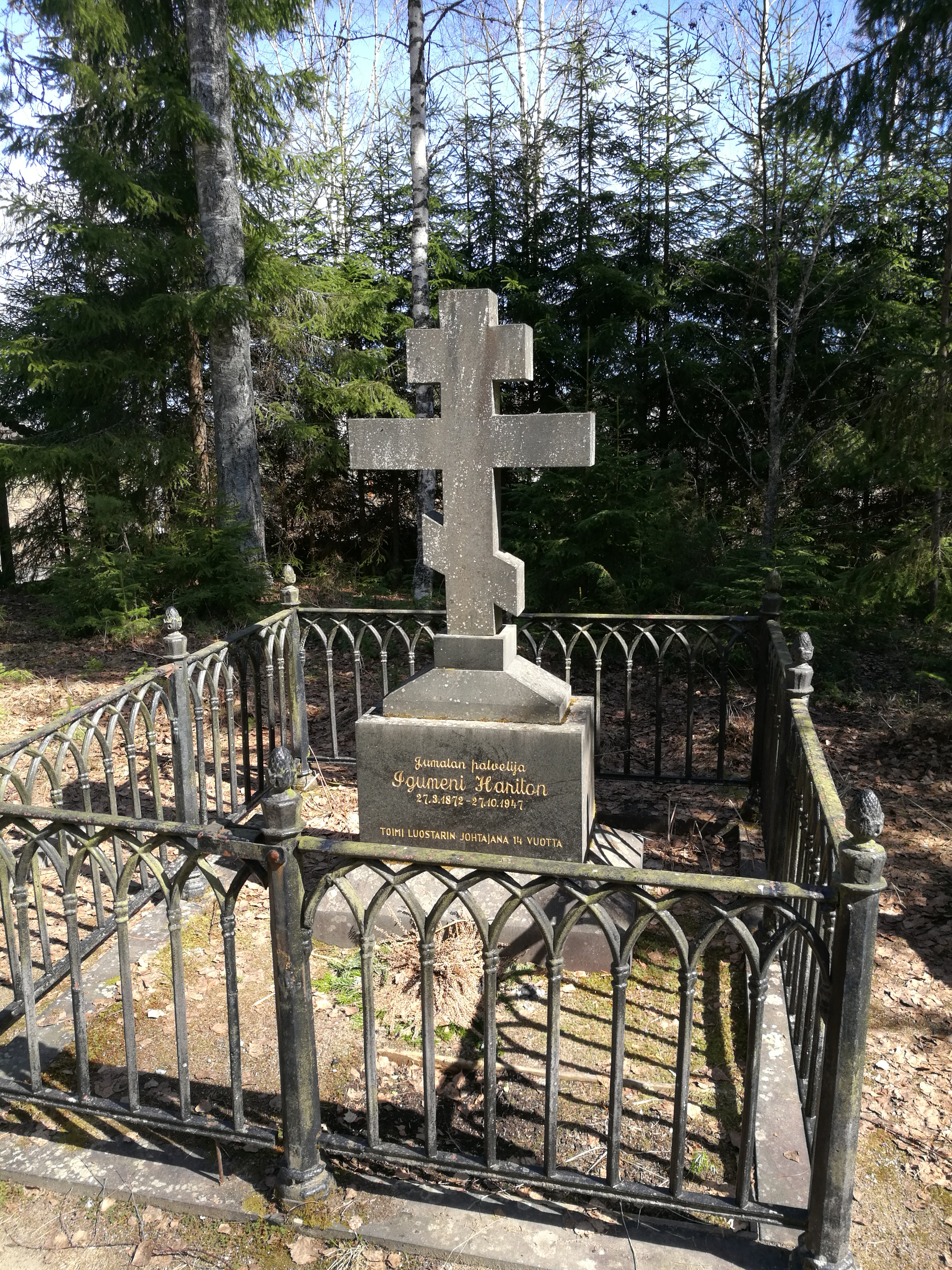
Могила игумена Харитона в Новом Валаамском монастыре. Надгробие гласит на финском: Слуга Божий игумен Харитон (27.3.1872-27.10.1947), был игуменом монастыря четырнадцать лет.

Родился 15 марта 1872 года в деревне Горчакова в Солигалическом уезде Костромской губернии в крестьянской многодетной семье. В родном селе окончил курс народного училища.
6 мая 1894 года поступил в Валаамский монастырь, где 3 апреля 1897 года определён в число послушников. В монастыре выполнял различные послушания: в гончарной мастерской, производил малярные работы.
5 марта 1905 года был пострижен в монашество с именем Харитон.
18 февраля 1908 года был хиротонисан в сан иеродиакона. С 1909 года был назначен на должность эконома монастыря, а 28 июня 1910 года был хиротонисан в сан иеромонаха.
С 1920 года назначен благочинным Коневского монастыря в Финляндии, а в 1927 году был выбран братией наместником Валаамского монастыря.
В 1932 году назначен благочинным монастырей Финляндии, но в том же году был освобождён от занимаемой должности в связи с личным прошением и состоял на покое, проживая в Предтеченском скиту Валаамского архипелага.
В 1933 году на выборах, проходивших в Валаамском монастыре, большинством голосов был избран на должность настоятеля и утвержден архиепископом Германом (Аавом) с возведением в сан игумена и предоставлением права ношения палицы и митры.
В ходе Советско-финской войны 1939—1940 годов, по итогам которой 12 марта 1940 года к СССР отходила вся территория Карельского перешейка, северное Приладожье и Валаамский архипелаг, организовал эвакуацию имущества Валаамского монастыря в глубь Финляндии. Сам игумен с остатками братии покинул монастырь по тающему льду Ладожского озера последним, в ночь на 5 февраля 1940 года, после того, как налёт советской авиации привёл к возникновению многочисленных пожаров в монастырских корпусах. Вынужденная оставить Валаам братия нашла приют в местечке Папинниеми, где на берегу озера был основан монастырь, названный впоследствии Новым Валаамом.
В 1947 году был пострижен в великую схиму. Из письма к Князю Алексею Васильевичу и Княгине Ольге Алексеевне от 2 октября 1947 г.:
«Лично о себе сообщаю Вам, что в течение года я уже чувствую в себе телесное недомогание, которое с течением времени все увеличивается, это обстоятельство побудило меня отправиться в г. Куопио. В течение шести недель я находился на излечении и на медицинском исследовании, однако желанного облегчения моего недуга я не получил, вследствие чего вернулся во вверенную мне Валаамскую обитель, где по моему желанию 8/21-го минувшего сентября надо мною было совершено таинство елеосвящения, а 12/25-го того же месяца я принял келейное пострижение в великую схиму, с наречением мне имени Преподобного Харитона Исповедника, празднуемого Церковью 28 сентября».
Скончался без пяти минут в шесть часов вечера 14 (27) октября 1947 года и погребён на монастырском кладбище Ново-Валаамского монастыря.